# Inhumanos vs. X-Men
Inhumanos vs. X-Men, también estilizada IvX o IVX, es una serie limitada de cómics estadounidense de 2016 publicada por Marvel Comics. La serie tuvo siete números, comenzando con un prólogo número 0 en noviembre de 2016 antes de comenzar oficialmente en diciembre de 2016 y finalizar en marzo de 2017. La serie fue escrita por Charles Soule y Jeff Lemire con arte de Leinil Francis Yu, Kenneth Rocafort y Javi Garrón. La serie presenta una batalla por una sustancia biológica llamada Niebla Terrigena, que los Inhumanos necesitan para obtener superpoderes pero que es mortal para los mutantes X-Men y otros individuos mutantes.

## Historial de publicaciones
Inhumanos vs. X-Men fue anunciado por el director creativo de Marvel, Joe Quesada, el 23 de julio de 2016 durante su panel "Cup o' Joe" en la Comic-Con de San Diego. Esta historia cierra los arcos narrativos [¿cuáles?] establecido al final del evento Secret Wars de 2015. Antes de lanzar Inhumans vs. X-Men, Marvel lanzó la serie bimensual de cuatro partes Death of X para que sirviera como una precuela que conduciría a los eventos de Inhumans vs. X-Men. En una entrevista en la Comic-Con, Lemire discutió las implicaciones más amplias del evento en el mundo real: "Las historias de X-Men siempre han sido muy alegóricas y muy simbólicas para los eventos del mundo real. Creo que hay una sensación permeable de miedo y desconfianza que "Está impulsando muchos eventos mundiales en este momento, y mucho odio y violencia. Así que no es difícil ver el conflicto mutante/inhumano como una metáfora de mucho de lo que sucede a nuestro alrededor". La editora de Marvel, Sana Amanat, anunció después del segundo número de la serie que después del evento, Marvel lanzaría "una línea completamente nueva de títulos de X-Men e Inhumanos". El final de Inhumans vs. X-Men sirvió como introducción para el anunciado evento RessurXion en el que se publicaron los títulos a los que hace referencia Amanat. Estos títulos originales y continuaciones de títulos anteriores incluyen Inhumanos Prime, Reales, Black Bolt, Secret Warriors, X-Men Prime, X-Men Gold, X-Men Blue, Generación X, Arma X, Jean Grey, Cable y Iceman. La serie se publicó en formato de bolsillo comercial el 18 de julio de 2017.

## Trama
Bestia trabaja con Iso para descubrir posibles curas para la nube Terrigena que ha sido tóxica para los mutantes. Al mismo tiempo, Emma Frost comienza a enfrentarse a Black Bolt para poder vengar a Cíclope. Bestia pronto escucha a Medusa decirle al resto de la Familia Real Inhumana que se preparen para la posibilidad de una guerra contra los X-Men mientras descubre que la nube Terrigena se está saturando más.
Bestia convoca una reunión con representantes de cada equipo mutante importante. Después de informarles sobre la nube Terrigena y sugerirles que abandonen la Tierra para siempre, Emma y Magneto insinúan la posibilidad de una guerra. Tormenta inicia una votación que termina a favor de destruir la Nube Terrigena en lugar de abandonar el planeta. Queriendo evitar cualquier conflicto, Bestia intenta regresar a Nueva Attilan, pero Tormenta lo ataca de mala gana por detrás y revela que apoyó los planes de Emma y Magneto desde el principio.
Varios de los X-Men trabajan para sacar del camino a todos los pesos pesados de la Familia Real Inhumana mientras el resto de los X-Men atacan Nueva Attilan. Medusa envía a Iso e Inferno para descubrir qué les pasó a Black Bolt y Crystal mientras se prepara para la batalla. Se revela que todos los Inhumanos capturados junto con la Antorcha Humana son enviados al Limbo. Iso e Inferno son perseguidos por Wolverine y  Angel, desplazado en el tiempo. Se las arreglan para escapar a través de un portal justo antes de que Wolverine pueda hacerles daño. Al otro lado del portal, encuentran al Viejo Logan esperándolos.
Mientras Inferno distrae a Logan, Iso descubre a Forja cerca con un dispositivo que los X-Men planean usar para alterar la estructura de la Nube Terrigena para poder incinerarla. Iso e Inferno logran derrotar a Logan y tomar a Forja como prisionero. En el Limbo, Medusa y el resto de la Familia Real comienzan a planear su fuga. Se revela que los X-Men tienen a Black Bolt escondido en una prisión especialmente diseñada.
Mosaic llega a la Isla Muir para obtener toda la información que pueda sobre lo que están planeando los X-Men. Se las arregla para entrar en la mente de Magneto mientras se quita el casco y ve todo lo que sucedió desde el punto de vista de los X-Men antes de la guerra. Magneto descubre a Mosaic y comienza a contraatacar hasta que Mosaic se va y escapa. Mosaic posee al Cíclope desplazado en el tiempo y logra escapar para encontrar al resto de su equipo y les cuenta lo que ha aprendido, lo que llevó a su equipo a cambiar de bando.
Karnak lucha contra Fantomex y Jean y escapa cuando Lockjaw se le aparece. Dentro del laboratorio de Forja, Havok protege la celda de Black Bolt. Havok cede y les permite llevarse a Black Bolt. Karnak llega con Lockjaw y ayuda a la Familia Real a escapar del Limbo. Los jóvenes Inhumanos, junto con Forja y el joven Cíclope, deciden ayudar a los mutantes a destruir la nube. Siguen la nube hasta Islandia, donde el resto de los X-Men les tienden una emboscada, asumiendo que los Inhumanos secuestraron a Cíclope y Forja.
La Familia Real finalmente llega a Islandia y se une a la batalla, lo que hace que Emma esté decidida a matar a todos los Inhumanos. Los X-Men comienzan a notar la inusual sed de sangre de Emma cuando ella y las Stepford Cuckoos comienzan a controlar mentalmente a varios de los Inhumanos para volverlos unos contra otros. Forja llega con Chica Luna, Ahura y Ennilux con un nuevo dispositivo para destruir la Nube Terrigena. Iso y Chica Luna le explican a Medusa por qué necesitan destruir la nube. Ahora que comprende plenamente la gravedad de la situación, Medusa destruye la nube ella misma, poniendo fin voluntariamente a la guerra. Aún deseando venganza, Emma libera un ejército de Centinelas ocultos reprogramados para matar Inhumanos y comienza a masacrar a los Ennilux. Cíclope expone las mentiras de Emma y revela que ella fingió la muerte del Cíclope mayor para desencadenar esta guerra, lo que llevó a los X-Men y los Inhumanos a unirse contra ella. Medusa intenta calmarla y razonar con ella, pero Havok interviene, captura a Emma y desaparece con ella. Ahora buscada tanto por los Inhumanos como por los X-Men, Emma se esconde profundamente. Medusa abdica del trono y le da todos los deberes de liderazgo a Iso, sabiendo que su gente no entenderá por qué destruyó la Nube Terrigena restante. Ahora libre de las cargas de ser una reina, Medusa se reúne felizmente con Black Bolt en la Habitación Silenciosa.

## Secuelas
El final de Inhumans vs. X-Men sirvió como introducción para el evento RessurXion anunciado, que incluiría títulos nuevos para Inhumanos y X-Men. Los nuevos títulos y los nuevos volúmenes de títulos anteriores incluyen Inhumanos Prime, Reales, Black Bolt, Secret Warriors, X-Men Prime, X-Men Gold, X-Men Blue, Generación X, Arma X, Jean Grey, Cable y Iceman.
Maximus intenta implementar un intento fallido de poner a los Inhumanos restantes entre sí, lo que lleva a su arresto y a Medusa usando su acto final como reina para sentenciarlo a la soledad. Antes de su sentencia, Maximus le revela un secreto inquietante a Black Bolt. Los Inhumanos intentan hacer frente al hecho de que podrían ser la última generación de Inhumanos debido a que Medusa sacrificó la nube Terrigen para que los mutantes pudieran sobrevivir en la Tierra. El primer acto de Iso como reina es hacer del gobierno Inhumano una democracia de funcionarios electos para que todos tengan voz en lugar de depender sólo de la sangre real para gobernar, y decreta que los Inhumanos trabajen más estrechamente junto a los humanos y sus gobiernos ahora que va a haber no más nuevos Inhumanos. Marvel Boy se acerca a Crystal y le informa sobre una forma potencial de crear nuevos Terrigen, lo que lleva a la Familia Real a viajar al espacio para aprender nueva información sobre Terrigénesis que nunca antes habían conocido.
Los X-Men intentan seguir adelante con sus vidas y salir de su escondite ahora que la amenaza de extinción finalmente ha desaparecido. El equipo X-Men de Magneto se disuelve y Psylocke lo mata por participar en los engaños de Emma que llevaron a la guerra. Sin que ella lo supiera, Magneto estaba preparado para que ella lo matara, por lo que hizo que Exodus y Elixir lo encontraran y lo revivieran para poder continuar con su agenda. El equipo X-Men de Storm abandona el Limbo y los refugiados mutantes regresan a casa ahora que Terrigen ya no es una amenaza para ellos. No-Girl logra rastrear el paradero de Cerebra y pueden cargar su conciencia desde su cuerpo dañado irreparablemente a un nuevo mecanismo. Sintiéndose culpable por haber llevado a los X-Men a la guerra en lugar de buscar una solución diplomática, Tormenta renuncia como líder de los X-Men y recluta a Kitty Pryde para que asuma las funciones de liderazgo e intente abandonar los X-Men. Kitty hace que Storm se quede, sin embargo, Storm pasa mucho tiempo cuestionando su propia moralidad. Kitty traslada a los X-Men del Limbo al Central Park con la esperanza de ayudarlos a restablecerse como héroes en lugar de esconderse con miedo todo el tiempo, a pesar de que la población en general teme aún más a los mutantes debido a su guerra contra los Inhumanos.

## Lista de problemas

### Serie principal
- IVX #0–6

### Enlaces
- All-New X-Men (vol. 2) #17–18
- Deadpool & the Mercs for Money (vol. 2) #7–8
- Extraordinary X-Men #17–19
- Uncanny Inhumans #18–20
- Uncanny X-Men (vol. 4) #16–18

## Ediciones recopiladas
| Título                                     | Material recolectado                                             | Fecha de Publicación | ISBN           |
| ------------------------------------------ | ---------------------------------------------------------------- | -------------------- | -------------- |
| Inhumans vs. X-Men                         | IVX #0-6                                                         | Julio 2017           | 978-1302906535 |
| Uncanny X-Men Vol. 4: IVX                  | Uncanny X-Men (vol. 4) #16-19, Annual #1                         | Agosto 2017          | 978-1302905255 |
| Extraordinary X-Men Vol. 4: IVX            | Extraordinary X-Men #17–20, X-Men Prime #1                       | Agosto 2017          | 978-0785199373 |
| All-New X-Men Vol. 4: IVX                  | All-New X-Men (vol. 2) #17–19, Annual #1, X-Men Prime #1         | Septiembre 2017      | 978-1302905231 |
| Uncanny Inhumans Vol. 4: IVX               | Uncanny Inhumans #15–20                                          | Mayo 2017            | 978-1302903121 |
| Deadpool & the Mercs for Money Vol. 2: IVX | Deadpool & the Mercs for Money (vol. 2) #6-8, Deadpool Annual #1 | Abril 2017           | 978-1846538056 |

## Recepción
La serie tiene una puntuación de 7,3 sobre 10 en el agregador de reseñas de cómics Comic Book Roundup, lo que indica críticas mixtas. El prólogo y los dos primeros números recibieron críticas favorables, pero los últimos números recibieron puntuaciones cada vez más bajas. De los primeros números, los críticos complementaron la preparación de Soule, diciendo que hizo "un trabajo increíble aprovechando el potencial que siempre ha tenido", y refiriéndose al arte de Rocafort como "asombroso". De los números posteriores, los críticos comentaron que la historia en gran medida había fracasado. El crítico de Newsarama Joe Edsall, que inicialmente había escrito favorablemente sobre la serie, le dio al final de la serie un cinco sobre diez: "Lo más positivo es que Lenil Francis Lu logra ofrecer un flujo constante de paneles vívidos sobre escenas que de otro modo serían caóticas. La sensación de Un arco más adelante con la supervillana Emma Frost le da al final una poderosa sensación de presentimiento, pero hace que esto se sienta más como una configuración para los libros de Inhumans y X-Men Prime, lo cual es una pena. IvX comenzó como algo realmente especial, pero el final no logra mantener el aterrizaje." El crítico de Kabooooom Marcus Hammond señaló que "[con] Lemire, Soule y Yu a la cabeza, este debería haber sido uno de los mejores temas en el estrado [esta semana]. Desafortunadamente, los numerosos pequeños problemas con la caracterización y la falta de tensión en las imágenes obligan a los lectores a cuestionar la dirección en la que ResurrXion liderará a estos dos equipos de importancia crítica".

### Ventas
Datos extraídos del sitio web de Diamond Comics Distributors, ICv2 y Comichron.
| Asunto | Cima | Ventas (estimadas) | Árbitro |
| ------ | ---- | ------------------ | ------- |
| 0      | 10   | 84,181             | [ 24 ]  |
| 1      | 2    | 167,703            | [ 25 ]  |
| 2      | 17   | 62,723             | [ 26 ]  |
| 3      | 18   | 61,638             | [ 26 ]  |
| 4      | 16   | 56,969             | [ 27 ]  |
| 5      | 20   | 53,348             | [ 27 ]  |
| 6      | 22   | 52,811             | [ 28 ]  |